# Конституція Республіки Саха
Конституція (Основний закон) Республіки Саха (Якутія) (якут. Саха Өрөспүүбүлүкэтин Төрүт Сокуона) — акт вищої юридичної сили в системі законодавства Республіки Саха (Якутія). Прийнята Верховною Радою Республіки Саха (Якутія) 4 квітня 1992 р. Зміни і доповнення вносилися республіканськими законами від 26 січня 1994 р., від 20 квітня 1994 р., від 7 липня 2000 р., від 15 червня 2001 р., від 17 і 18 липня 2001 р., від 28 січня 2002 р., від 6 березня 2002 р., від 29 квітня 2002 р., 10 липня 2003 р., 25 квітня 2006 р.
Складається з:
- преамбули

- 2 розділів,
- 11 глав і статей 127 в I розділі,
- і 4 статей у II розділі (перехідні положення).